# ディミトリー・クドリャショフ
ディミトリー・アレクサンドロビッチ・クドリャショフ（Dmitry Alexandrovich Kudryashov、ロシア語: митрий Александрович Кудряшов、1985年10月6日 - ）は、ロシアのプロボクサー。ヴォルゴドンスク出身。元WBC世界クルーザー級シルバー王者。

## 来歴
2012年10月13日、クラスノダールのガリチ・ホールでイスロイル・クルボノフとCISBBクルーザー級王座決定戦を行い、5回2分5秒TKO勝ちを収め王座を獲得した。
2013年3月30日、ガリチ・ホールでレヴァン・ジョマルダシビリと対戦し、3回1分29秒TKO勝ちを収めCISBB王座の初防衛に成功した。
2013年5月25日、ヴォルゴドンスクのオリンプでプリンス・ジョージ・アクロンとUBO世界クルーザー級クルーザー級王座決定戦を行い、5回2分13秒TKO勝ちを収め王座を獲得した。
2013年10月26日、ロストフ・ナ・ドヌのエクスプレス・CSCでショーン・コックスとGBU世界クルーザー級王座決定戦を行い、2回1分4秒KO勝ちを収め王座を獲得した。
2014年3月27日、ノヴォロシースクのワンダーランドでルボス・スダと対戦し、2回2分58秒TKO勝ちを収めCISBB王座の2度目の防衛に成功した。
2014年5月23日、クラスノダールのバスケット・ホール・クラスノダールでイヴィカ・バクリンと対戦し、7回2分21秒KO勝ちを収めCISBB王座の3度目の防衛に成功した。
2014年10月18日、エクスプレス・CSCでジウリアン・イリーと対戦し、イリーが2回終了時に棄権した為TKO勝ちを収めた。
2014年11月2日、ロシアの大手プロモーターであるワールド・ボクシングと契約を結んだ。
2014年11月28日、モスクワのルジニキ・スタジアムで元WBC世界クルーザー級王者でWBAインターナショナルクルーザー級王者ファン・カルロス・ゴメスと対戦し、初回22秒KO勝ちを収め王座を獲得しゴメスに引導を渡した。
2015年4月10日、ルジニキ・スタジアムでフランシスコ・パラシオスと対戦し、初回52秒KO勝ちを収めWBAインターナショナル王座の初防衛に成功した。
2015年5月22日、ルジニキ・スタジアムでヴィカピタ・メロロと対戦し6回1分54秒KO勝ちを収めた。
2015年11月14日、カザンのタトネフト・アリーナでオランレワジャ・ドゥロドラとWBC世界クルーザー級シルバー王座決定戦を行い、全勝全KO勝ちのパーフェクトレコードがストップする2回2分9秒TKO負けを喫した。
2016年2月10日、新しいトレーナーにジョー・グーセンを雇った。
2016年5月21日、モスクワのメガスポルトでフリオ・セサール・ドス・サントスと対戦し、4回1分48秒TKO勝ちを収めた。
2016年12月3日、メガスポルトでサンタンデル・シルガドとWBC世界クルーザー級シルバー王座決定戦を行い、初回1分44秒KO勝ちを収め王座を獲得した。
2017年6月3日、ロストフ・ナ・ドヌのスポーツ・パレスでオランレワジャ・ドゥロドラと再戦し、5回2分17秒TKO勝ちを収めWBCシルバー王座の初防衛に成功した。
2017年9月23日、テキサス州サンアントニオのアラモドームでWorld Boxing Super Series1回戦としてWBA世界クルーザー級王者ユニエル・ドルティコスと対戦し、2回2分10秒TKO負けを喫した。
2019年6月16日、エカテリンブルグのKRK・ウラレツでイルンガ・マカブとWBC世界クルーザー級シルバー王座決定戦を行い、5回2分36秒TKO負けを喫し2年振りの返り咲きに失敗した。
2019年12月21日、クラスノヤルスクのイヴァン・ヤリギン・スポーツ・パレスでヴァクレブ・ペジュサルと対戦し、キャリア初の判定勝ちとなる10回2-1（92-97、95-94、97-92）の判定勝ちを収めた。
2021年5月21日、ヒムキのヒムキ・バスケットボール・センターでエフゲニー・ロマノフとWBC世界ブリッジャー級挑戦者決定戦及びWBC世界ブリッジャー級シルバー王座決定戦を行い、12回0-3（2者が109-119、108-120）の判定負けを喫しブライアント・ジェニングスVSオスカル・リバスとの間で行われる初代王座決定戦の勝者への指名挑戦権と王座を獲得出来なかった。
2021年9月11日、エカテリンブルグのRCC・ボクシング・アカデミーでエフゲニー・ティシェンコとWBCインターナショナルクルーザー級王座決定戦を行い、10回0-3（2者が89-100、90-99）の判定負けを喫し王座を獲得出来なかった。

## 戦績
- プロボクシング：29戦24勝 (23KO) 5敗

| 戦           | 日付           | 勝敗 | 時間    | 内容    | 対戦相手                           | 国籍             | 備考                                                                         |
| ------------ | -------------- | ---- | ------- | ------- | ---------------------------------- | ---------------- | ---------------------------------------------------------------------------- |
| 1            | 2011年7月30日  | ☆    | 3R 0:43 | KO      | オレクサンドル・オクフレイ         | ウクライナ       | プロデビュー戦                                                               |
| 2            | 2011年9月26日  | ☆    | 1R 終了 | TKO     | ヴィヤチェスラブ・シュチェルバコフ | ウクライナ       |                                                                              |
| 3            | 2011年11月19日 | ☆    | 4R 2:17 | TKO     | コンスタンチュン・オクフレイ       | ウクライナ       |                                                                              |
| 4            | 2012年3月16日  | ☆    | 1R 0:59 | TKO     | オバディアール・ムワンギ           | ケニア           |                                                                              |
| 5            | 2012年5月1日   | ☆    | 1R 2:38 | KO      | オレクセイ・ヴァラグシヤン         | ウクライナ       |                                                                              |
| 6            | 2012年10月13日 | ☆    | 5R 2:05 | TKO     | イスロイル・クルボノフ             | ウズベキスタン   | CISBBクルーザー級王座決定戦                                                  |
| 7            | 2013年2月16日  | ☆    | 1R 2:00 | TKO     | シメン・パクホモフ                 | ウクライナ       |                                                                              |
| 8            | 2013年3月30日  | ☆    | 3R 1:29 | TKO     | レヴァン・ジョマルダシヴィリ       | ジョージア       | CISBB防衛1                                                                   |
| 9            | 2013年5月25日  | ☆    | 5R 2:13 | TKO     | プリンス・ジョージ・アクロン       | ガーナ           | UBO世界クルーザー級王座決定戦                                                |
| 10           | 2013年9月28日  | ☆    | 5R 0:20 | KO      | ルスラン・セメノフ                 | ロシア           |                                                                              |
| 11           | 2013年10月26日 | ☆    | 2R 1:24 | KO      | ショーン・コックス                 | バルバドス       | GUB世界クルーザー級王座決定戦                                                |
| 12           | 2013年11月30日 | ☆    | 1R 0:50 | KO      | ザック・ムウェカサ                 | コンゴ民主共和国 |                                                                              |
| 13           | 2014年3月27日  | ☆    | 2R 2:58 | TKO     | ルボス・スダ                       | チェコ           | CISBB防衛2                                                                   |
| 14           | 2014年5月23日  | ☆    | 7R 2:21 | KO      | イヴィカ・バクリン                 | クロアチア       | CISBB防衛3                                                                   |
| 15           | 2014年10月18日 | ☆    | 2R 終了 | TKO     | ギウリアン・イリー                 | ルーマニア       |                                                                              |
| 16           | 2014年11月28日 | ☆    | 1R 0:22 | KO      | ファン・カルロス・ゴメス           | キューバ         | WBAインターナショナルクルーザー級タイトルマッチ                              |
| 17           | 2015年4月10日  | ☆    | 1R 0:52 | KO      | フランシスコ・パラシオス           | プエルトリコ     | WBAインターナショナル防衛1                                                   |
| 18           | 2015年5月22日  | ☆    | 6R 1:54 | KO      | ヴィカピタ・メロロ                 | ナミビア         |                                                                              |
| 19           | 2015年11月14日 | ★    | 2R 2:29 | TKO     | オランレワジャ・ドゥロドラ         | ナイジェリア     | WBCシルバー世界クルーザー級王座決定戦                                        |
| 20           | 2016年5月21日  | ☆    | 4R 1:48 | TKO     | フリオ・セサール・ドス・サントス   | ブラジル         |                                                                              |
| 21           | 2016年12月3日  | ☆    | 1R 1:44 | KO      | サンタンデル・シルガド             | コロンビア       | WBCシルバー世界クルーザー級王座決定戦                                        |
| 22           | 2017年6月3日   | ☆    | 5R 2:17 | TKO     | オランレワジャ・ドゥロドラ         | ナイジェリア     | WBCシルバー王座防衛1                                                         |
| 23           | 2017年9月23日  | ★    | 2R 2:10 | TKO     | ユニエル・ドルティコス             | キューバ         | World Boxing Super Seriesクルーザー級1回戦 WBA世界クルーザー級タイトルマッチ |
| 24           | 2018年9月5日   | ☆    | 6R 2:10 | KO      | マウリシオ・バラガン               | ウルグアイ       |                                                                              |
| 25           | 2018年9月15日  | ☆    | 1R 2:31 | KO      | アレクサンデル・ジュニア           | ルーマニア       |                                                                              |
| 26           | 2019年6月16日  | ★    | 5R 2:36 | TKO     | イルンガ・マカブ                   | コンゴ民主共和国 | WBCシルバー世界クルーザー級王座決定戦                                        |
| 27           | 2019年12月21日 | ☆    | 10R     | 判定2-1 | ヴァクレブ・ペジュサル             | チェコ           |                                                                              |
| 28           | 2021年5月21日  | ★    | 12R     | 判定0-3 | エフゲニー・ロマノフ               | ロシア           | WBC世界ブリッジャー級挑戦者決定戦 WBCシルバー世界ブリッジャー級王座決定戦    |
| 29           | 2021年9月11日  | ★    | 10R     | 判定0-3 | エフゲニー・ティシェンコ           | ロシア           | WBCインターナショナルクルーザー級王座決定戦                                  |
| テンプレート |                |      |         |         |                                    |                  |                                                                              |

## 獲得タイトル
- CISBBクルーザー級王座
- UBO世界クルーザー級王座
- GBU世界クルーザー級王座
- WBAインターナショナルクルーザー級王座
- WBC世界クルーザー級シルバー王座